# Úrvalsdeild 1919
Úrvalsdeild 1919 byl 8. ročník nejvyšší islandské fotbalové ligy. Podruhé zvítězil Knattspyrnufélag Reykjavíkur.

## Tabulka
| Poř. | Tým                          | Z | V | R | P | VG | OG | B |
| ---- | ---------------------------- | - | - | - | - | -- | -- | - |
| 1.   | Knattspyrnufélag Reykjavíkur | 3 | 2 | 1 | 0 | 5  | 2  | 5 |
| 2.   | Knattspyrnufélagið Fram      | 3 | 2 | 0 | 1 | 13 | 4  | 4 |
| 3.   | Knattspyrnufélagið Víkingur  | 3 | 1 | 1 | 1 | 1  | 2  | 3 |
| 4.   | Knattspyrnufélagið Valur     | 3 | 0 | 0 | 3 | 0  | 11 | 0 |

## Nejlepší střelec
Friðþjófur Thorsteinsson (Fram) – 7